# Независими гърци
Независими гърци (на гръцки: Ανεξάρτητοι Έλληνες) е дясна националноконсервативна политическа партия в Гърция.

## История и развитие
Партията е създадена в началото на 2012 година от група политици от Нова демокрация, начело с Панос Каменос, които се противопоставят на поддържаните от партията споразумения с международните кредитори за излизане от дълговата криза в страната.
Партията първоначално печели над 10 % от гласовете, но постепенно губи гласоподаватели.
След изборите през януари 2015 г. „Независими гърци“ влиза в коалиция със СИРИЗА и става част от управляващата коалиция. На изборите през септември 2015 година получава 3,7% от гласовете и 10 места в парламента.
Партията продължава да управлява като младши коалиционен партньор на СИРИЗА до януари 2019 г., когато лидерът на партията и министър на отбраната Панос Каменос подава оставка и гласува срещу ратификацията на Преспанското споразумение. Той е последван от заместник-министрите на отбраната Мария Коля-Царуха и на образованието Константинос Зурарис, но министърката на туризма Елена Кунтура и други заместник-министри от „Независими гърци“ остават в правителството и подкрепят Преспанското споразумение.
Всичко това води до загуба на почти всички избиратели и на европейските избори през май 2019 „Независими гърци“ получават крайно нисък резултат от само 0.8%. Заради това партията е принудена да се оттегли от участие в парламентарните избори през юли 2019 и не е представена в парламента.
Политическа ниша на „Независими гърци“ е частично запълнена от нововъзникналата партия „Гръцко решение“.

## Участие в избори
| Година           | Тип избори    | гласове | %              | спечелени места от общия брой | +/- | Бележки |
| ---------------- | ------------- | ------- | -------------- | ----------------------------- | --- | ------- |
| 2012 (май)       | парламентарни | 671 324 | 10.6 (4 място) | 33 / 300                      |     |         |
| 2012 (юни)       | парламентарни | 462 406 | 7.5 (4 място)  | 20 / 300                      | 13  |         |
| 2014             | европейски    | 197 701 | 3.5 (7 място)  | 1 / 21                        |     |         |
| 2015 (януари)    | парламентарни | 293 371 | 4.8 (6 място)  | 13 / 300                      | 7   |         |
| 2015 (септември) | парламентарни | 200 420 | 3.7 (7 място)  | 10 / 300                      | 3   |         |
| 2019             | европейски    | 45 149  | 0.8 (15 място) | 0 / 21                        | 1   |         |